# Federalna Komisja Handlu
Federalna Komisja Handlu (Federal Trade Commission, FTC) – niezależna agencja rządu Stanów Zjednoczonych, której główną misją jest egzekwowanie cywilnego (nie karnego) prawa antymonopolowego USA i promowanie ochrony konsumenta przez przeciwdziałanie niekonkurencyjnym działaniom organizacji trustowych. 
FKH dzieli się obowiązkami dotyczącymi federalnego egzekwowania prawa antymonopolowego w sprawach cywilnych z Wydziałem Antymonopolowym Departamentu Sprawiedliwości. Siedziba agencji znajduje się w budynku Federalnej Komisji Handlu w Waszyngtonie, DC. 